# 岡野茂春
岡野 茂春（おかの しげはる、1968年3月31日 - ）は日本の実業家である。

## 経歴

### 生い立ち
1968年3月31日、長野県上田市生まれ。祖父は、(有)岡野貿易を創業、神戸にて薬用人参貿易を営んでいた。父は、長野県にて岡野建設(株)を創業した。
1983年、長野県上田高等学校に入学する。野球部に所属。2学年下の後輩が、1987年、第67回全国高等学校野球選手権大会に出場している。
1987年、東京工科大学工学部へ進学。卒業後、株式会社メイテックに入社する。
退社後、長野県に戻り、上田市の長野オートメーション(株)に入社し法人営業を行う。その後、(有)イージーコンプにてインターネットコンテンツの企画を行う。

### 会社を創業
2002年6月から、KPSインターナショナルを創業し自動車業界に関わる。
2008年7月、株式会社ガイアスジャパンを設立。店舗名は、ブロッコリーとして長野県の上田市にて2店舗を経営する。
現在「定額エコノリくん」という新たな車の乗り方を発案し、車が「所有する時代」から「使用する時代」時代に変わることを提唱する。